# Lejsek malý
Lejsek malý (Ficedula parva) je malý pták z čeledi lejskovitých (Muscicapidae).

## Popis

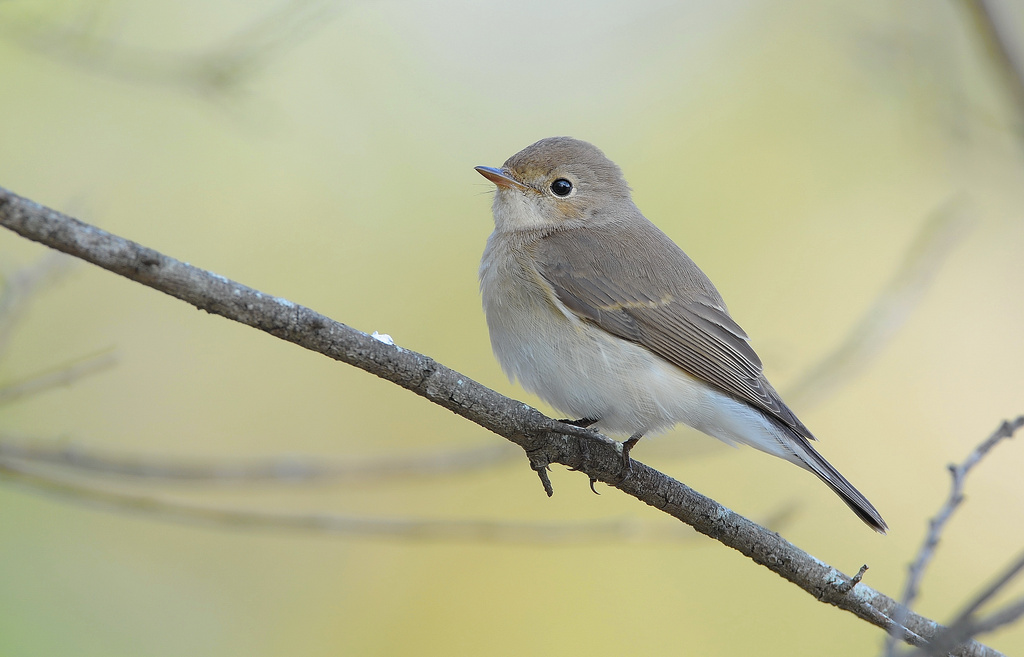
Samice

Způsobem pohybu a velikostí připomíná budníčka menšího (délka těla 11–12 cm, rozpětí křídel 18,5–21 cm). Svrchu je hnědý, zespodu bělavý; nápadný je černobíle zbarvený ocas (bílé jsou strany jeho kořene). Kolem oka je tenký bílý kroužek. Dospělí samci mají na hrdlech různě velkou oranžově červenou skvrnu (snad podle věku), hlava je šedá. Samice a mladí ptáci nemají na hlavě ani šedou ani červenou barvu (pouze u samic lze ve velmi vzácných případech pozorovat malou oranžovou hrdelní skvrnu).

## Rozšíření

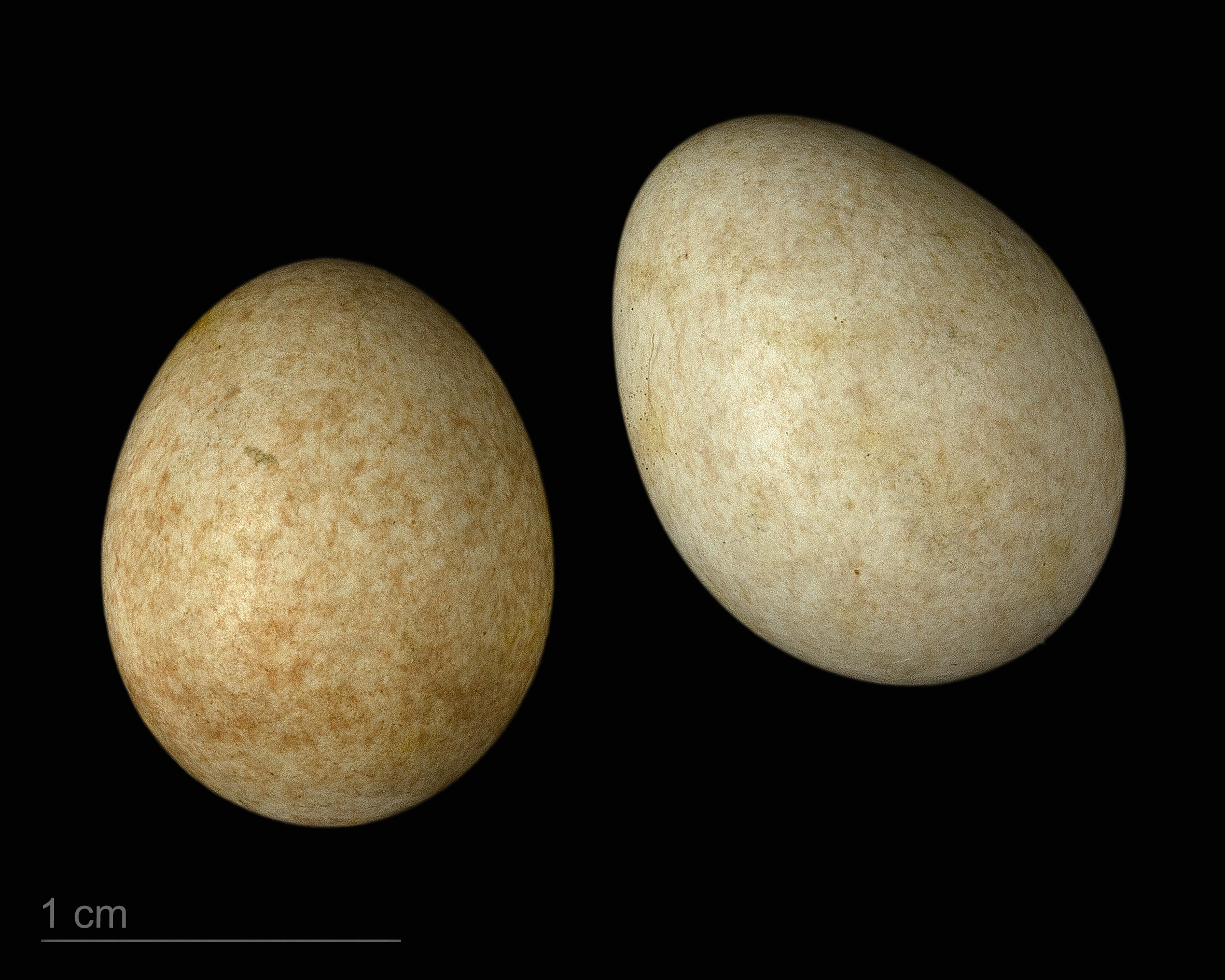
Vejce lejska malého

Hnízdní areál sahá od severozápadní, střední a východní Evropy východně po jihozápadní Sibiř, Turecko, Kavkaz a Írán. Tažný, se zimovišti v západní Asii.
Hnízdí především v hustých listnatých lesích s vodním tokem.

## Výskyt v Česku
V České republice hnízdí jen roztroušeně, nejčastěji v bučinách v nižších částech hor (max. 1050 m n. m.); početnost byla v letech 2001–2003 odhadnuta na 1200–2400 párů. Zvláště chráněný jako silně ohrožený druh.

## Ekologie
Hmyzožravý. Hnízdí od května do června ve stromových polodutinách, v jedné snůšce bývá 4–6 žlutavých, 16,6 × 12,7 mm velkých vajec. Inkubační doba trvá 12–15 dnů, na vejcích sedí pouze samice. Mláďata, na jejichž krmení se podílí oba ptáci, jsou opeřena po 11–15 dnech.